# Stanton Warriors
Stanton Wariors este un duo format din Dominic Butler și Mark Yardley. Ei sunt o echipă de Dj și producători de Nu skool breaks, un stil de muzică electronică de dans. Originari din Bristol, joaca acum pereche de profil înalt seturile de la cluburi de renume internațional, cum ar fi Fabric, Sankeys, Soap și în Marea Britanie, precum și internaționale să facă mai multe apariții în fiecare an.
Stilul lor este uneori descris ca o fuziune între electro, breakbeat și 2-step UK garage.